# Уорд, Джоэл (хоккеист)
Джоэл Рэндал Уорд (англ. Joel Randal Ward; 2 декабря 1980; Норт-Йорк, Онтарио, Канада) — канадский хоккеист.

## Карьера игрока

### Ранние годы
В 1998 году Уорд окончил Университет Уилфрида Лорье в Скарборо, Онтарио.
Свою хоккейную карьеру он начинал, играя в Хоккейной лиге Онтарио (OHL) за «Оуэн Саунд Плэйтерз». В команде Джоэл провел четыре сезона, после чего в 2001 году до конца сезона перешёл в «Лонг Бич Айс Догз», играющий в Хоккейной лиге Западного побережья (WCHL).
Перед началом сезона 2001-02 Уорд проходил просмотр в тренировочном лагере «Детройт Ред Уингз», но впоследствии был привлечен рекрутами Университета острова принца Эдварда для выступлений за местную хоккейную команду «Пантерз» в Канадском межвузовском спорте (CIS). По итогам сезона хоккеист был награждён призом Лучшему новичку года и в дальнейшем трижды становился самым ценным игроком команды, параллельно получая степень по социологии в университете.

### Клубная карьера

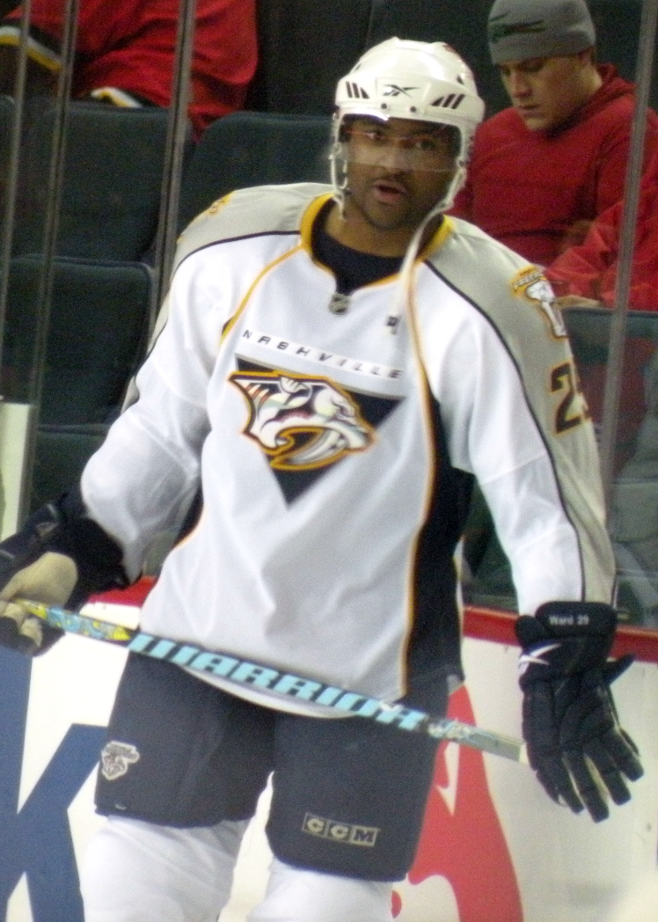
Джоэл Уорд в составе «Нэшвилл Предаторз» в сезоне 2009/10

По окончании обучения в 2006 году Уорд был приглашен в тренировочный лагерь «Миннесота Уайлд», после чего подписал свой первый профессиональный контракт и стал играть за фарм-клуб «Хьюстон Аэрос» в Американской хоккейной лиге (АХЛ).
27 сентября 2006 года форвард подписал двухлетний контракт с «Уайлд». В течение сезона 2006-07 Джоэл выходил на лед в составе «Миннесота Уайлд» 11 раз, играя главным образом за фарм-клуб, развиваясь и с каждым сезоном набирая все больше очков.
Сезон 2007-08 Уорд полностью провел в «Хьюстон Аэрос», сыграв 79 матчей и набрав 41 (21+20) очко.
15 июля 2008 года канадец в качестве свободного агента подписал однолетний контракт с клубом НХЛ «Нэшвилл Предаторз» на сумму 500 000 долларов.
10 октября 2008 года он впервые сыграл за «Предаторз» и одновременно забил свой первый гол в НХЛ в ворота «Сент-Луис Блюз».
По итогам своего первого в НХЛ полного сезона 2008/09 Уорд набрал 35 очков (17+18) в 79 играх. Его успешная игра в нападении и в то же время надёжная игра в обороне принесли ему новый двухлетний контракт с «Нэшвилл Предаторз» на сумму 3 млн долларов.

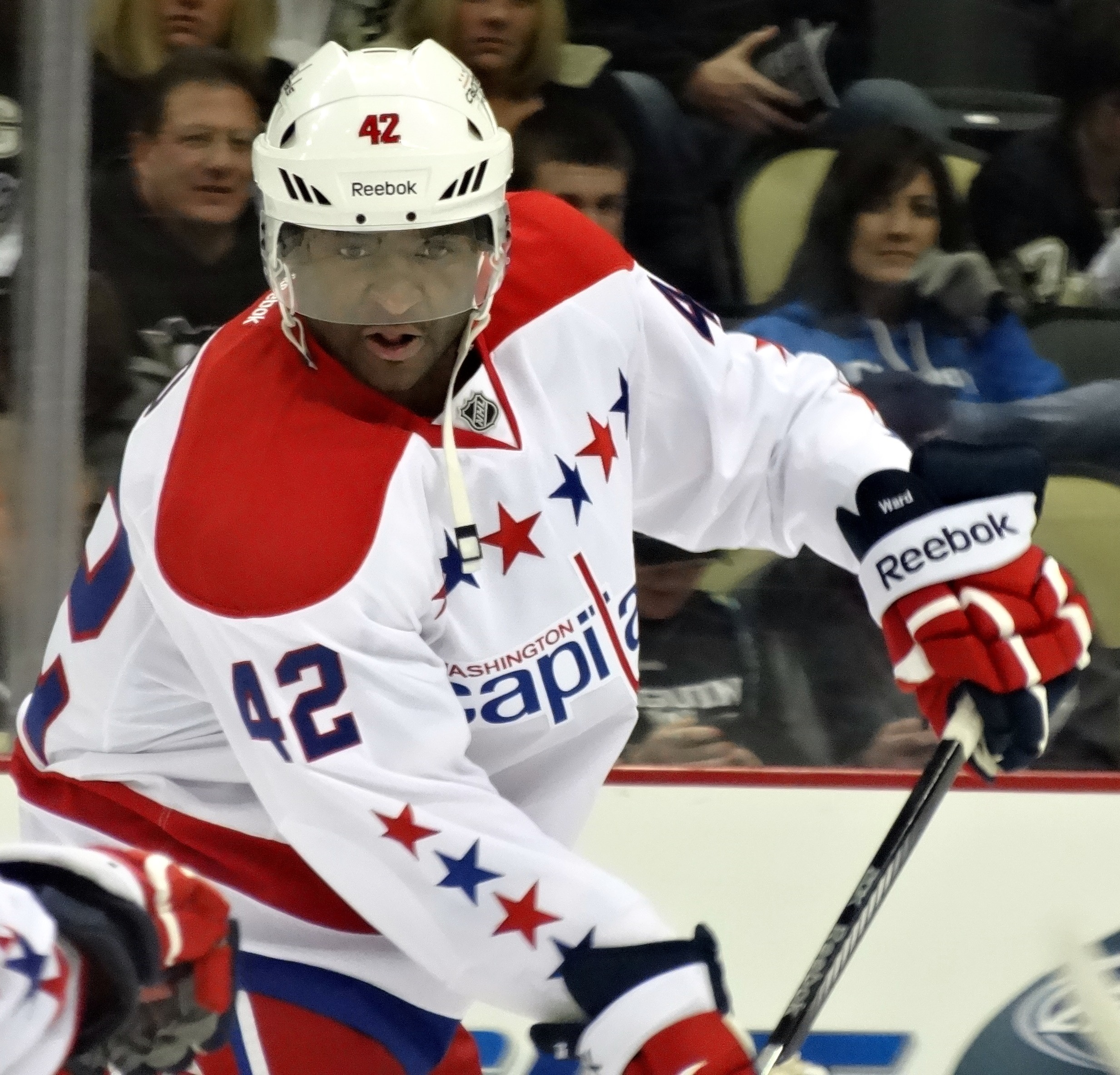
В составе «Вашингтон Кэпиталз» в 2013 году

1 июля 2011 года Джоэл, будучи свободным агентом, подписал четырёхлетний контракт на сумму 12 млн долларов с «Вашингтон Кэпиталз».
25 апреля 2012 года Уорд забил победный гол в овертайме в седьмой игре плей-офф первого раунда Кубка Стэнли в ворота «Бостон Брюинз». После сезона хоккеисту была сделана операция по удалению спортивной грыжи.
1 ноября 2013 года форвард сделал свой первый в карьере хет-трик во встрече против «Филадельфии Флайерз». За сезон 2013/14 Джоэл набрал 49 (24+25) очков в 82 матчах за «Вашингтон Кэпиталз».
Контракт канадца со «Столичными» истёк летом 2015 года, после чего он стал неограниченно свободным агентом. Стремясь к стабильности, Уорд хотел подписать новый контракт с «Кэпиталз» на четыре года, но клуб предлагал игроку соглашение не более, чем на два сезона. Джоэл стал одним из самых востребованных игроков рынка: им интересовались многие клубы, в том числе «Эдмонтон Ойлерз», «Чикаго Блэкхокс», «Ванкувер Кэнакс» и другие. В прошедшем сезоне 2014/15 Джоэл в 82 играх регулярного чемпионата набрал 34 (19+15) очка и добавил 9 (3+6) баллов в 14 матчах плей-офф. Выступая в столичном клубе, он успел поиграть во всех звеньях, и в том числе с Овечкиным и Бэкстрёмом, ни в одном сочетании не будучи лишним. Его отличительной чертой был бойцовский характер: как бы ни складывалась для «Кэпиталз» игра, Уорд всегда бился до последнего. Нельзя не отметить уровень его выступлений в плей-офф: давление кубковых матчей его только заводило и делало ещё более агрессивным и полезным.
В июле 2015 года хоккеист подписал 3-летний контракт с «Сан-Хосе Шаркс» на сумму 9,825 млн долларов. В октябре Уорд был назван второй звездой месяца: на его счету хет-трик в матче с «Каролина Харрикейнз» (5:2). В составе «Сан-Хосе» в первом же сезоне дошёл до финала Кубка Стэнли, проигранного «Питтсбург Пингвинз». Уорд забросил в плей-офф 7 шайб, в том числе победную в серии финала Западной конференции против «Сент-Луис Блюз».
В последующих двух сезонах его результативность неуклонно снижалась, в результате он остался в запасе во всех матчах плей-офф 2018. По окончании сезона стал неограниченно свободным агентом.

### Международная карьера
Участвовал в Чемпионате мира 2014 года в составе сборной Канады и с шестью шайбами стал одним из лучших бомбардиров команды. Сборная Канады финишировала на 5 месте.

## Личная жизнь
Уорд родился в семье иммигрантов с Барбадоса. Его мать Сесилия работала медсестрой, а отец Рэндал — автомехаником. У Джоэля есть два брата — Шейн и Джулиан.
Уорд принимает участие в проекте «Хоккей для всех» и планирует преподавать в начальной школе после завершения игровой карьеры.

## Статистика
| Легенда | Легенда                    | Легенда | Легенда                   | Легенда | Легенда    |
| ------- | -------------------------- | ------- | ------------------------- | ------- | ---------- |
| И       | Количество проведённых игр | Штр     | Штрафное время            | +/−     | Плюс-минус |
| Г       | Голы                       | П       | Голевые передачи          | О       | Очки       |
| -       | Статистика неизвестна      | —       | Статистика не учитывалась |         |            |